# キンバリー地域

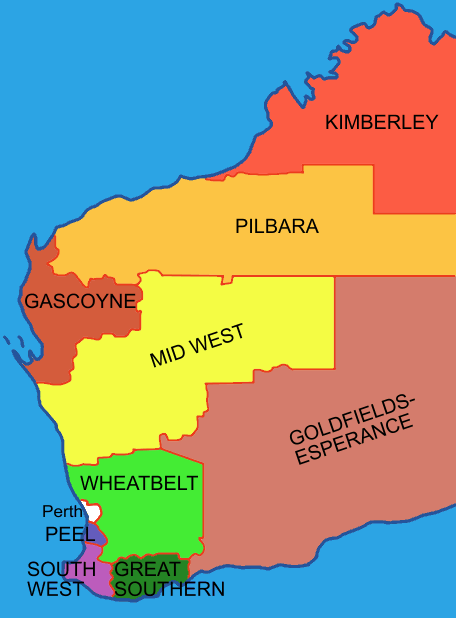
西オーストラリア州の地域。最北部がキンバリー。

キンバリー地域(Kimberley)は、オーストラリア・西オーストラリア州を9つに分けた地域区分のうちの1つ。

## 概要
最も北の地域にあたり、北にティモール海、西にインド洋、南にピルバラ、東にノーザンテリトリーと接している。

### 名称について
キンバリーという名称は、南アフリカ共和国の著名なダイヤモンド産出地であるキンバリー市にちなむ。もともと景観が似通っているためつけられたものであったが、のちに当地にもダイヤモンド鉱山が発見され、さらなる類似点となった。

## 地理

キンバリー地域の地図

### 地形について
キンバリー地域の地形は、厳しい気候による土壌浸食に侵されるため、南部のオード川およびフィッツロイ川のまわりを除いて、古代からの切り立った山岳地帯が多い。その土壌は、利用可能な粘土質の地域を除き、ほぼラテライトで占められる。標高が1000mを超える山は無いが、無数の峻嶮な岩山が広がり、地域内の移動を容易でないものとしている。特に雨季には未舗装路のみならず舗装された道路さえもしばしば浸水し通行不能になることがあるため、困難さを増す。

### 地質について
デボン紀には、海水面が下降するよりも以前、サンゴ礁が形成されていた。このサンゴ堡礁はグレート・バリア・リーフともよく似たものである。今日でもネイピア山脈やニンビン山脈で見られ、トンネルクリーク川やウィンジャナ渓谷、ゲイキ渓谷などが代表的である。
この地域は自然地理学上の地域分類としてはキンバリー区と呼ばれ、西オーストラリア楯状地地区の一部である。キンバリー区はキングレオポルド山脈・デュラック山脈・レヴェック台地・ブラウズ低地・ロンドンデリー台地・マン・マン湖などを含む。

### 気候について
気候は熱帯モンスーン気候(Am)に属し、降水量のおよそ9割は11月から4月までの雨季に集中する。ブルーム周辺ではサイクロンに見舞われることも珍しくない。年間降水量が最も多い地区は北西部のカランブルで、年1270mmに達する。逆に最も少ないのは南東部であり、およそ520mm。5月から10月の乾季には、南東の内陸部からの乾いた風が晴れた日と涼しい夜をもたらす。1967年以降、全域で年間降水量が250mmほども増加するといった気候変動が起きている。最近の調査では、地球温暖化ではなくアジアでの大気汚染の影響が原因であると指摘されている。1997年と2000年は特に降水量が多く、フィッツロイ川をはじめ多くの河川で最高水位の記録を更新した。
キンバリー地域はオーストラリアで最も暑い地域である。南半球では冬に当たる7月でさえ最高気温はほぼ連日30 ℃に達し、雨季の始まる11月にかけて沿岸部で37 ℃、ホールズクリークなどの南部内陸地区では40℃にもなる。最低気温は、7月に南部で12℃ほど、北西部で16℃ほど。11月12月には26℃前後の日が多い。
この地域に住むアボリジニは、気象面での変動と動植物の生育状況を基にして季節を定めていた。

#### 植生について
キンバリー地域は主にユーカリやバオバブの生えるサバナに覆われている。多量の降雨に恵まれている北部の峡谷地帯では多雨林も所どころ存在するが、1965年までは知られることがなかった。この多雨地帯は、クイーンズランドの湿潤熱帯地域や西オーストラリア州南西部地域以外では最も植物系統的に多彩な地域である。

### 面積について
面積は423,517km²であり、西オーストラリア州の6分の1を占める。また、日本のおよそ1.1倍にあたる。

### 人口について
人口はおよそ38000人。年に4.8パーセントの人口増加率を誇っており、これは西オーストラリア州全体での増加率の約3倍にもなる。人口分布はかなり均等で、人口2千人を超える街はブルーム(約15000人)、ダービー(約3600人)、カナナラ(約5000人)のみである。この地域の人口のおよそ3分の1はアボリジニである。

## 歴史
キンバリー地域はオーストラリアで最も早くから人類の定住した地域の1つであり、約4万年前には現在のインドネシアにあたる島々から人類が上陸していた。
- 1879年 - アレキサンダー・フォレストはピルバラ地域沿岸部よりノーザンテリトリーへ向けての探検を行い、この地域に訪れた最初のヨーロッパ人となった。
- 1881年 - 牧羊家たちがキンバリー地区南部に土地を入手し、2年後にヒツジの飼育を始めた。また、この地域の各地で金が発見されるようになる。
- 1885年 - 豊かな牧草地を求めてたくさんの家畜がオーストラリア東部の他の州からも引き連れて来られ、入植地はさらに増えた。また、ホールズクリーク近辺で金が発見されてからは牧畜関係以外のヨーロッパ人も到来した。

## 政治

### 議会について

#### 連邦議会について
連邦議会の選挙区では、キンバリー地域はカルグーリーなどと同一のカルグーリー選挙区に含まれる。

#### 州議会について
州議会の選挙区に関しては、ほとんどの地域がキンバリー選挙区となるが、ホールズクリークやフィッツロイクロッシングといった南東部はピルバラ選挙区に属する。

### 地方公共団体について
キンバリー地域は、下記の地方自治体によって構成される。
- シャー・オブ・ブルーム
  - ブルーム
  - アードヤルーン
  - ビーグルベイコミュニティ
  - ラグランジュベイ
  - ジャーリンジン
  - ロンバディーナ

- シャー・オブ・ダービー＝ウェストキンバリー
  - コカートゥアイランド
  - キャンバリン
  - ダービー
  - ルーマコミュニティ
  - フィッツロイクロッシング
  - ユングゴラコミュニティ

- シャー・オブ・ホールズクリーク
  - バルゴ
  - ホールズクリーク
  - ワーマンコミュニティ

- シャー・オブ・ウィンダム＝イーストキンバリー
  - カランブル
  - カンディワルコミュニティ
  - カナナラ
  - レイクアーガイル
  - ナガーラガンダコミュニティ
  - オオンバルグリーコミュニティ
  - ウーラーコミュニティ
  - ウィンダム

## 経済
キンバリー地区では下記の多様な経済活動がみられる。

### 第一次産業について

#### 農業について
ヨーロッパ人の入植当初より、この地域は放牧地として利用されてきた。最近ではカナナラ近郊でのオード川灌漑事業により農業も盛んである。西部においてもカンバリン灌漑計画が存在したが、この計画は1983年に中止・撤回された。しかしなおもブルームを中心とした周辺地域において果樹栽培がおこなわれている。肉牛の飼育も広くおこなわれ、ほとんどが生きたまま出荷されるが、ウィンダムではこの地域で最後に残った精肉工場が稼働している。以前はブルームやダービーにも加工工場があったが、経営的な問題から閉鎖された。

#### 水産業について
アーガイル湖やその水系などではバラマンディが生育している。ブルームには港のそばにアクアカルチャーパークがあり、いずれもこの地域で盛んな遊魚産業を代表している。

#### 真珠採取について
ブルームを中心として、沿岸部で真珠養殖がさかんにおこなわれている。

### 第二次産業について

#### 鉱業について
全世界で年間に産出されるダイヤモンドの3分の1が、アーガイルとエレンデールの鉱山よりもたらされている。ブリナ油田からは原油の採掘がおこなわれており、その沖合からは天然ガスの採掘も見込まれている。フィッツロイクロッシングの近郊のピララ、サレーマレー、カジュバットの鉱山からは亜鉛ならび鉛が採掘されている。これら鉱産物の最寄りの積み出し港として、ダービーが利用されている。キンバリーが面するチモール海では、海底ガス田の探査が進められ、2000年代以降、イクシスガス田、バユ・ウンダンガス田などの開発が本格化。国際石油開発帝石やシェルなどがLNGの本格的な生産に向けた準備を進めている。

## 観光

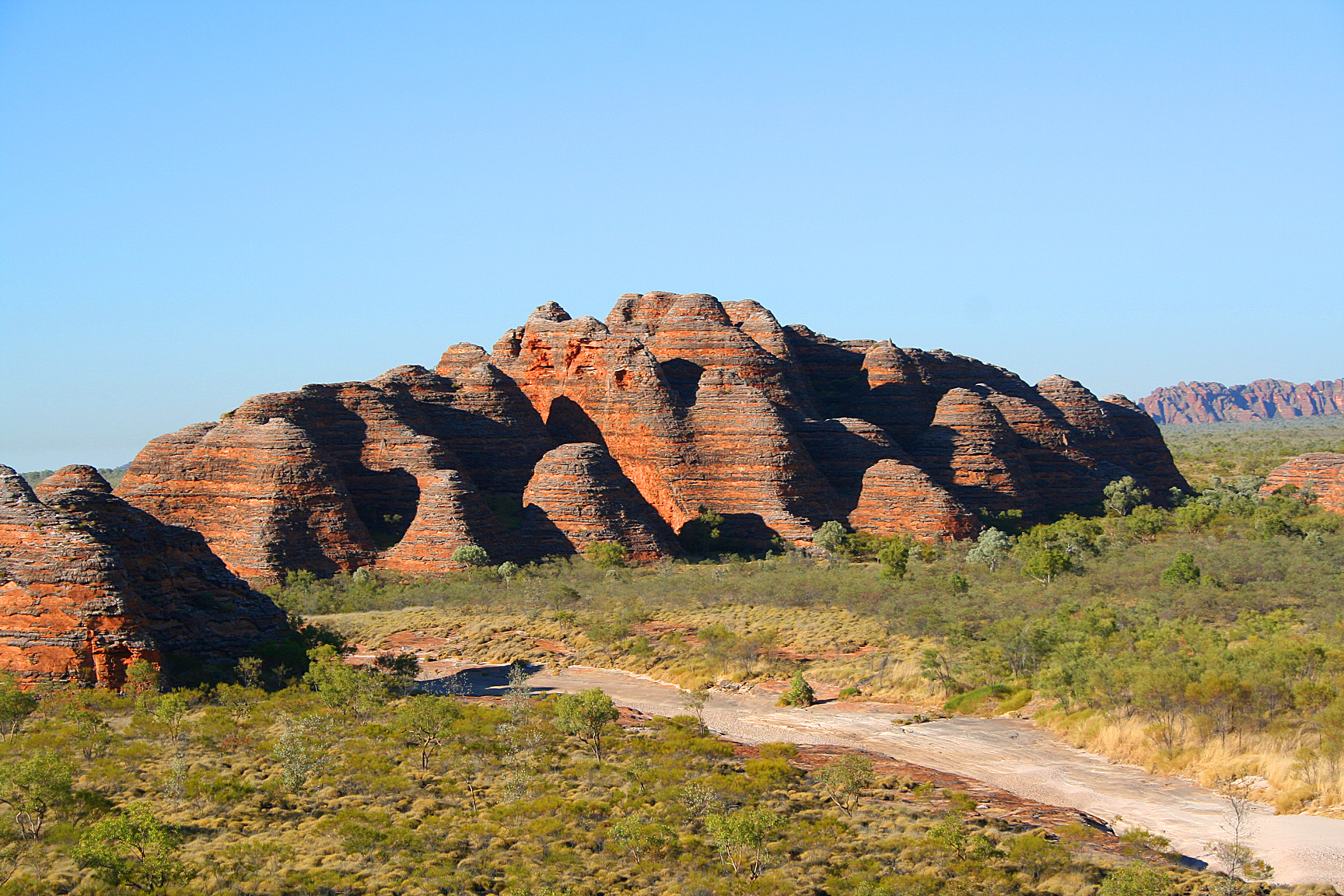
パーヌルル国立公園(バングル・バングル)の岩山

### 観光スポットについて
キンバリー地域は旅行先としても人気であり、パーヌルル国立公園(バングル・バングル)・ギブリバーロード・アーガイル湖・エルクエストロ・ホリゾンタルフォール・ケープレヴェックなどが有名である。アクセスには四輪駆動車が用いられるが、ギブリバーロードとバングル･バングルへ至る道路は時期によっては普通の二輪駆動車でも通行可能となる。

## 文化・名物
アボリジナル・アートについて
著名なアボリジナル・アーティストやその活動拠点となるアートセンターがキンバリー地域および近縁に所在している。パディ・ベッドフォードやフレディ・ティムスのようなアーティストは国際的にも評価されており、アボリジニによって経営されるアートセンターやアーティストをサポートする関連企業が多数存在し、展示・販売をおこなっている。この地域のアートセンターはノーザン・キンバリー・アーネムランドアボリジナルアーティストアソシエーションを通じて組織されてもいる。オーストラリア連邦政府上院議会の調査報告などからも、アボリジナルアーティストによる市場開拓等によって活動成果があがっていることがうかがえる。

## キンバリーを舞台とした作品

### テレビ
キンバリー地域は、ディスカバリーチャンネルの番組「Man Vs. Wild」の舞台となった。